# Egentliga Finland tartomány
Egentliga-Finland Svédország-Finnország egyik történelmi tartománya Délnyugat-Finnországban. Szomszédai Norra Finland, Tavastland és Nyland tartományok, valamint a Finn-öböl.

## Tartomány
A régi Egentliga-Finland tartomány benne van a mai Nyugat-Finnország tartomány területén belül.

## Történelem
A tartomány a 12. század óta Svédországhoz tartozott, de 1809-ben Oroszországhoz csatolták. Ma már nincs adminisztratív funkciója.

## Földrajz
A legfontosabb és legrégebbi város Åbo (finnül Turku).

## Címer
A címert 1560-ban, I. Vasa Gusztáv temetésekor kapta. A címeren grófi korona található, de ugyanez a korona-szimbólum Svédországban bárói koronát jelképez.

## Lásd még
- Finnország